# Alberto Gonzales
Alberto R. Gonzales (4. kolovoza 1955.) je 80. po redu i prethodni ministar pravosuđa SAD, prvi Hispanoamerikanac koji služi na toj funkciji. 

## Životopis
Alberto Gonzales se rodio u teksaškom gradu San Antonio kao drugo od osmero djece u obitelji meksičkog porijekla. Odrastao je u Houstonu, gdje se istaknuo u srednjoj školi. Godine 1973. priključio se američkom ratnom zrakoplovstvu, a 1975. upisao Zrakoplovnu akademiju. Odatle se prebacio na Sveučilište Rice u Houstonu gdje je 1979. godine stekao diplomu iz političkih nauka, a na Harvardu 1982. godine i diplomu prava.
Gonzales se od 1982. do 1994. godine bavio privatnom odvjetničkom praksom. Godine 1994. ga je novoizabrani guverner George W. Bush imenovao svojim glavnim pravnim savjetnikom. Godine 1997. Gonzales je postao teksaški državni sekretar, a 1999. i sudac teksaškog vrhovnog suda.
Godine 2001. Bush ga je imenovao glavnim pravnim savjetnikom Bijele kuće. Na tom položaju je postao poznat po kontroverznom memorandumu u kojem iznosi svoje mišljenje kako SAD u Ratu protiv terorizma ne smiju biti vezane Ženevskom konvencijom, kada su u pitanju zarobljeni pripadnici terorističkih formacija, odnosno da se oni mogu tretirati kao neprijateljski borci te im se uskratiti prava koja pripadaju ratnim zarobljenicima. Na temelju tog mišljenja su SAD osumnjičenike za terorizam smještale u logor u Guantanamu. 
Još je kontroverzniji bilo memorandum u kome Gonzales tvrdi kako se u postupku s osumnjičenim teroristima mora primjenjivati što uža definicija pojma tortura, odnosno da se u svrhu pribavljanja informacija mogu koristiti sve metode izuzev onih koje izazivaju smrt, trajni invaliditet ili ozbiljno narušavanje zdravlja. Zbog tih stavova je Gonzales na sebe navukao bijes liberalne javnosti koja ga drži oličenjem svega najgoreg što se vezuje uz Bushovu administraciju.
Zbog toga je Bushova najava da će, nakon ostavke Johna Ashcrofta, Gonzalesa imenovati za novog vrhovnog odvjetnika SAD izazvala žestok otpor liberalne javnosti kao i demokratskih senatora koji su pokušali spriječiti njegovu potvrdu. Gonzales je, međutim, glatko prošao i preuzeo dužnost 3. veljače 2005.
Samo nekoliko mjeseci kasnije Gonzales je američkoj liberalnoj javnosti postao prihvatljiv kada se počeo spominjati kao moguća zamjena za Sandru Day O'Connor, sutkinju Vrhovnog suda koja je najavila umirovljenje. Gonzales, iako sebe opisuje kao katolika, ima liberalne stavove o abortusu i cijelom nizu društvenih pitanja. Zbog tih se stavova Gonzalesovoj kandidaturi oduprla Republikanska stranka, te je Bush bio prisiljen imenovati kandidate kao što su John Roberts i Samuel Alito.
Godine 2006. Gonzales je postao predmetom kontroverze, odnosno optužbi da je federalne tužioce smjenjivao na temelju političkih, a ne stručnih kriterija. Zahtjevi za njegovom ostavkom su intenzivirali otkako je Demokratska stranka preuzela većinu u Kongresu, a on i njegovi podčinjeni bili podvrgnuti ispitivanju od strane kongresnih i senatskih odbora. 24. kolovoza 2007. je podnio, a 27. kolovoza 2007. objavio ostavku.